# Никола Клеут
Никола Клеут (Медак крај Госпића 1910 — Београд 1946) је био југословенски атлетичар, специјалиста за бацање диска и бацање кугле.
По занимању био је машински инжењер. Као члан атлетске репрезентације Југославије учествовао је на Летњим олимпијским играма 1936. у бацању диска, али је завршио у квалификацијама.
Учествовао је на више Балканских игара у атлетици, а највећи успех постигао је 1932. у Атини када је освојио прво место. Био је државни рекордер у бацању диска: у бацању грчним стилом 38,83 м, а у слободном стилу 46,13 метара.
Највећи успех је постигао 1932. на атлетском првенству Југославије, када је победио у три дисциплине (бацању диска на оба начина и бацању кугле). Два југословенска рекорда у бацању диска је оборио и 1936.
Погинуо је несрећним случајем у ложионици Београдске железничке станице 1946.